# Elsa Gamborino
Elsa Gamborino Caballero (20 febbraio 1925 – ...) è stata una cestista messicana.

## Carriera
Con il Messico ha disputato i Campionati mondiali del 1953.